# Камберленд (Індіана)
Камберленд (англ. Cumberland) — місто (англ. town) в США, в округах Меріон і Генкок штату Індіана. Населення — 5954 особи (2020).

## Географія
Камберленд розташований за координатами 39°47′11″ пн. ш. 85°57′0″ зх. д. / 39.78639° пн. ш. 85.95000° зх. д. (39.786364, -85.950059).  За даними Бюро перепису населення США в 2010 році місто мало площу 5,36 км², з яких 5,33 км² — суходіл та 0,02 км² — водойми. В 2017 році площа становила 6,19 км², з яких 6,16 км² — суходіл та 0,02 км² — водойми.

## Демографія
Згідно з переписом 2010 року, у місті мешкало 5169 осіб у 1972 домогосподарствах у складі 1422 родин. Густота населення становила 965 осіб/км².  Було 2233 помешкання (417/км²).
Расовий склад населення:
| - 77,0 % — білих - 16,8 % — чорних або афроамериканців - 0,9 % — азіатів - 0,6 % — корінних американців - 0,1 % — вихідців з тихоокеанських островів - 2,3 % — осіб інших рас |

До двох чи більше рас належало 2,3 %. Частка іспаномовних становила 5,3 % від усіх жителів.
За віковим діапазоном населення розподілялося таким чином: 27,4 % — особи молодші 18 років, 61,1 % — особи у віці 18—64 років, 11,5 % — особи у віці 65 років та старші. Медіана віку мешканця становила 38,4 року. На 100 осіб жіночої статі у місті припадало 92,6 чоловіків;  на 100 жінок у віці від 18 років та старших — 89,3 чоловіків також старших 18 років.
Середній дохід на одне домашнє господарство  становив 66 797 доларів США (медіана — 50 117), а середній дохід на одну сім'ю — 72 324 долари (медіана — 59 565). За межею бідності перебувало 9,5 % осіб, у тому числі 15,5 % дітей у віці до 18 років та 2,0 % осіб у віці 65 років та старших.
Цивільне працевлаштоване населення становило 2680 осіб. Основні галузі зайнятості: освіта, охорона здоров'я та соціальна допомога — 23,2 %, роздрібна торгівля — 16,8 %, науковці, спеціалісти, менеджери — 12,8 %, виробництво — 9,1 %.